# Schweizermühle (Rosenthal-Bielatal)
Schweizermühle ist eine Ansiedlung in der Gemeinde Rosenthal-Bielatal im Landkreis Sächsische Schweiz-Osterzgebirge in Sachsen, der aus einem alten Hammerwerk mit angeschlossener Mühle und einer Kaltwasserheilanstalt hervorgegangen ist. Ursprünglich wurde sie als Oberhüttenmühle bezeichnet. Nach Etablierung der Bezeichnung Sächsische Schweiz erhielt die Mühle 1824 auf Anregung des Heimatforschers Carl Merkel den heutigen Namen, der auf die gesamte Ansiedlung übergegangen ist.

## Hammerwerk und Mühle
Im Bielatal wurden bereits seit Beginn des 15. Jahrhunderts Erze aus Berggießhübel in Hammerwerken verarbeitet. Der älteste Hammer war der bereits 1410 erwähnte Hammer Brausenstein, dessen noch erhaltener Hochofen zugleich das einzige sichtbare Zeugnis der Montangeschichte des Bielatals ist.
Oberhalb des Brausensteins wurde erstmals 1473 in einer böhmischen Urkunde ein Hammerwerk in der Form „Roczmital s hamrem“ (Rosenthal mit Hammer) erwähnt. Zusammen mit Rosenthal kam auch der Hammer 1503 von Böhmen an das Kurfürstentum Sachsen. Im Jahr 1518 wurde das Hammerwerk als „Oberhütte“ bezeichnet, um es von den Hütten im unteren Bielatal bei Königstein zu unterscheiden. Zum Hammerwerk gehörte auch eine Sägemühle, die 1567 als „muhl an der Oberhütten“ bezeichnet wurde und 1578 in einem Kaufvertrag des Hammerwerks erwähnt wurde. Sie brannte allerdings bereits 1589 ab und wurde danach zunächst nicht wieder aufgebaut. Außerdem gab es neben dem Hammerwerk eine weitere Mühle, die der Müller Wenzel Arnoldt 1553 kaufte. 1578 ging sie auch in den Besitz des Hammerwerks über.
1640 kaufte Christian Schiebling, Hofmaler von Kurfürst Johann Georg I. das zu diesem Zeitpunkt sehr verwahrloste Hammergut Oberhütte, nachdem der Kurfürst den Amtmann von Pirna zu diesem Verkauf angewiesen hatte. Er verkaufte das Gut aber wenige Jahre später an den Dresdner Kaufmann Christoph Just, der es wiederum bereits 1653 an den Hammerherrn Hans Joachim Münch veräußerte. Dieser ergänzte das Hammerwerk im gleichen Jahr um einen Hochofen und konnte damit außer geschmiedeten Waren auch Gusserzeugnisse herstellen. Geschützlieferungen gingen nicht nur ans Dresdner Zeughaus, sondern bis in die Niederlande. Die zugehörige Mühle wurde allerdings nicht genutzt und lag wüst, Münch erhielt deswegen sogar einen Steuernachlass. Erst 1688 entstand die Mühle neu, Anfang des 18. Jahrhunderts gehörten eine zweigängige Mahlmühle und eine Brettmühle zum Hammergut. Die Mahlmühle brannte allerdings 1721 ab und wurde zunächst nicht wieder aufgebaut.
Aufgrund von Holzmangel war das Hammerwerk spätestens Anfang des 18. Jahrhunderts nicht mehr rentabel, nach einer Zwangsversteigerung wurde der Hochofen 1726 außer Betrieb genommen. Die Mühle stellte bald den rentabelsten Teil des gesamten Hammerguts dar, ein Versuch, sie 1729 vom Hammergut abzutrennen und zu verkaufen, wurde daher behördlich abgelehnt. Sie blieb daher als Pachtmühle bis 1800 beim Hammergut. In diesem Jahr verkaufte der Besitzer des Hammerguts, Johann Christian Peuckert, die Mühle an Johann Gottlob Geißler, der bereits 1793 als Pächter der Mühle verzeichnet war. Geißler übergab die Mühle 1811 an seinen gleichnamigen Sohn. Diese als Oberhüttenmühle oder nach dem Besitzer als Geißlermühle bezeichnete Mühle wurde alsbald auch von Besuchern des Bielatals gerne als Unterkunft und Gastwirtschaft genutzt, so etwa von Wilhelm Leberecht Götzinger und Carl Heinrich Nicolai. Der Privatgelehrte Carl Merkel kehrte ebenfalls gerne in der Mühle ein und veröffentlichte eine erste Beschreibung des Bielatals und seiner Felsenlandschaft. Aber erst am 6. Mai 1824 erhielt der Müller offiziell die Konzession und Berechtigung, Gäste zu bewirten. Aus diesem Anlass veranstalteten Geißler und Merkel am 20. Juni 1824 eine Einweihungsfeier, bei der die Mühle den heutigen Namen Schweizermühle erhielt. Trotz einer Klage des sich in seinen Rechten verletzt sehenden Besitzers des Erbgerichts in Rosenthal baute Geißler seine Mühle in den Folgejahren zielstrebig als Gasthof aus.

## Kaltwasserheilanstalt

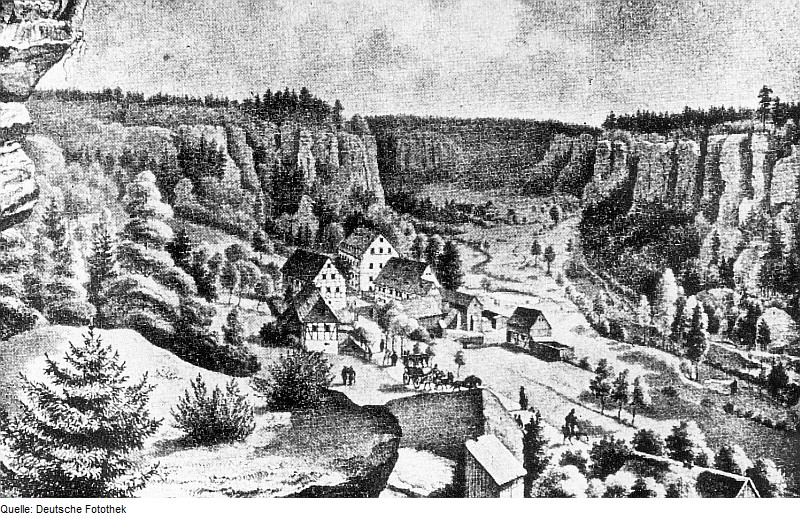
Kaltwasserheilanstalt um 1850

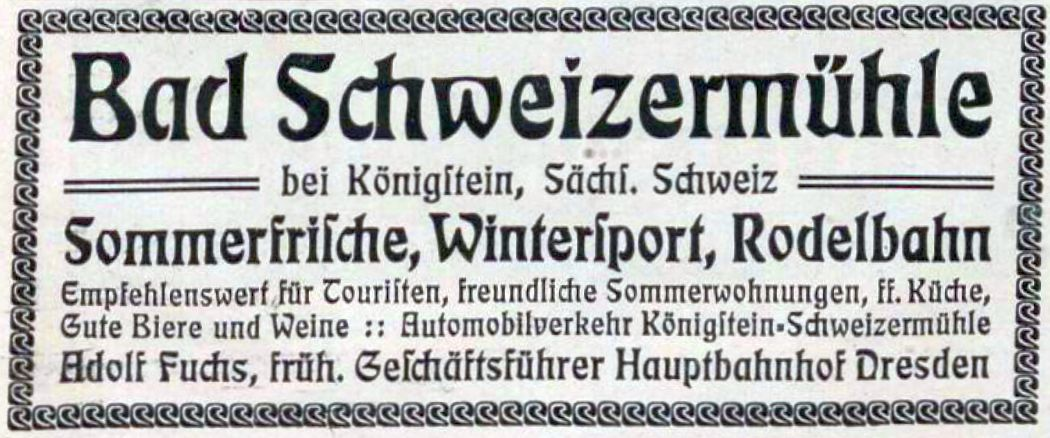
Werbung für das „Bad Schweizermühle“ von 1914

Ab 1837 baute Johann Gottlob Geißler zusätzlich zu seiner bisherigen Mühle mit Gasthof eine Kaltwasserheilanstalt auf. Er profitierte dabei von den in der Umgebung vorhandenen Quellen, die zusätzlich zur Biela die Versorgung mit stark kohlensäurehaltigem Frischwasser sicherten. Bestanden die Bademöglichkeiten anfangs nur aus einigen Wannen- und Kastenbädern an der Biela sowie Duschen und Sturzbädern am Mühlenzulauf, so wurde 1838 bereits das sogenannte Alte Kurhaus, später als Gasthaus Schweizermühle bezeichnet, erbaut. 1866 folgte das Neue Kurhaus im Schweizerstil. Neben den Kuranlagen entstanden im Tal auch diverse Landhäuser und Villen, jeweils umgeben von Gärten. 1886 brannten die bereits nicht mehr betriebene Mühle und das Badehaus ab. Während das Badehaus mit Wellenbad, Schwimmbassin, Wannenbädern, Brausen und einer Arztwohnung wieder aufgebaut wurde, brachen die Betreiber die Reste der Mühle schließlich ab. Bereits 1894 erhielt die Schweizermühle durch eine an der Biela installierte Turbine elektrische Stromversorgung. 1897 richtete ein Hochwasser der Biela schwere Schäden an, wie auch weitere Hochwasser immer wieder Verwüstungen hinterließen, so etwa 1957.
Neben anderen Angehörigen des deutschen und europäischen Hochadels waren die wohl prominentesten Besucher der Badeanstalt 1878 die preußische Kronprinzessin Victoria und – bis 1911 mehrfach – der letzte sächsische König Friedrich August III.

## Weitere Geschichte
Der letzte Besitzer der Kaltwasserheilanstalt musste 1912 allerdings Konkurs anmelden. Den umfangreichen Gebäudekomplex übernahm danach die Maggi AG, die ein Erholungs- und Ferienheim für ihre Mitarbeiter einrichtete. Im Zweiten Weltkrieg wurden zunächst nach dem Hitler-Stalin-Pakt ins Reich umgesiedelte sogenannte Volksdeutsche aus der Sowjetunion und anschließend ältere Menschen aus bombengefährdeten Städten untergebracht. Nach dem Krieg folgten Heimatvertriebene aus den Ostgebieten, bis 1947 eine Tuberkuloseheilstätte in den Gebäuden untergebracht wurde. Diese wurde 1964 geschlossen. Vier Jahre später wurde in den Gebäuden ein Altersheim eingerichtet.
Nach der Wende wurde das Altersheim 1992 geschlossen, bis 1995 nutzte noch der Bundesgrenzschutz einige Räumlichkeiten. Nach der Rückübertragung an Nestlé als Rechtsnachfolger der Maggi AG im Jahr 1994 wurden die Gebäude zugemauert und verfielen zusehends. 2005 erwarben der Förderverein Schweizermühle und verschiedene Privatpersonen die Gebäude und Grundstücke der Schweizermühle. Das 1838 erbaute Gasthaus wurde allerdings 2009 abgerissen. Weitere Bemühungen des Fördervereins um Investoren blieben bislang ohne nennenswerte Ergebnisse. Lediglich einzelne Gebäude wie bspw. die Villa Jordan wurden inzwischen saniert.
Am 1. August 2013 stürzten Teile der Schweizermühle ein.